# Shullsburg (thị trấn), Wisconsin
Shullsburg là một thị trấn thuộc quận Lafayette, tiểu bang Wisconsin, Hoa Kỳ. Năm 2010, dân số của thị trấn này là 340 người.